# David Crawshay
David William Crawshay (Charlton, 11 de agosto de 1979) es un deportista australiano que compitió en remo.
Participó en tres Juegos Olímpicos de Verano, obteniendo una medalla de oro en Pekín 2008, en la prueba de doble scull, el séptimo lugar en Atenas 2004 (cuatro scull) y el octavo en Londres 2012 (doble scull).
Ganó tres medallas en el Campeonato Mundial de Remo entre los años 2009 y 2015.
En 2009 fue condecorado con la Medalla de la Orden de Australia (OAM).

## Palmarés internacional
| Juegos Olímpicos   | Juegos Olímpicos          | Juegos Olímpicos  | Juegos Olímpicos |
| Año                | Lugar                     | Medalla           | Prueba           |
| ------------------ | ------------------------- | ----------------- | ---------------- |
| 2008               | Pekín (China)             | Medalla de oro    | Doble scull      |
| Campeonato Mundial |                           |                   |                  |
| Año                | Lugar                     | Medalla           | Prueba           |
| 2009               | Poznań (Polonia)          | Medalla de plata  | Cuatro scull     |
| 2010               | Cambridge (Nueva Zelanda) | Medalla de bronce | Cuatro scull     |
| 2015               | Aiguebelette (Francia)    | Medalla de plata  | Cuatro scull     |